# Julio Urías
Julio César Urías Acosta (Culiacán, 12 agosto 1996) è un giocatore di baseball messicano che gioca nel ruolo di lanciatore per i Los Angeles Dodgers della Major League Baseball (MLB).

## Biografia
Durante l'infanzia si dovette sottoporre a tre operazioni chirurgiche all'occhio sinistro, al fine di rimuovere una massa tumorale benigna. Come conseguenza degli interventi in questione, il suo occhio rimase permanentemente semichiuso. Ciò non gli impedì di diventare successivamente un giocatore professionista: in merito a questo fatto, Urías in un'intervista dichiarò: "È così che lavora Dio. Mi ha dato un cattivo occhio sinistro ma un buon braccio sinistro".

## Carriera

### Inizi e Minor League (MiLB)
All'età di 14 anni Urías incontrò lo scout Mike Brito, già scopritore di Fernando Valenzuela negli anni '70. Dopo essere stato visionato in Messico dagli osservatori dei Los Angeles Dodgers, la dirigenza della franchigia californiana firmò Urías il 12 agosto 2012, nel giorno del suo sedicesimo compleanno. Per rendere possibile il trasferimento furono pagati 450.000 dollari di tassa, gran parte dei quali andarono alla società dei Diablos Rojos del México.
Il 25 maggio 2013 Urías debuttò in classe A con i Great Lakes Loons della Midwest League, diventando di fatto il giocatore più giovane della lega. L'anno seguente fu impegnato con i Rancho Cucamonga Quakes della California League, sempre in classe A, e venne inoltre eletto lanciatore dei Dodgers dell'anno tra quelli militanti in Minor League. Iniziò poi la stagione 2015 ai Tulsa Drillers della Texas League (classe Doppio-A), ma il 31 agosto dello stesso anno fu ulteriormente promosso agli Oklahoma City Dodgers in Triplo-A. Nel maggio del 2016, sempre con la formazione dell'Oklahoma, mise a segno una striscia di 27 inning senza subire punti.

### Major League (MLB)

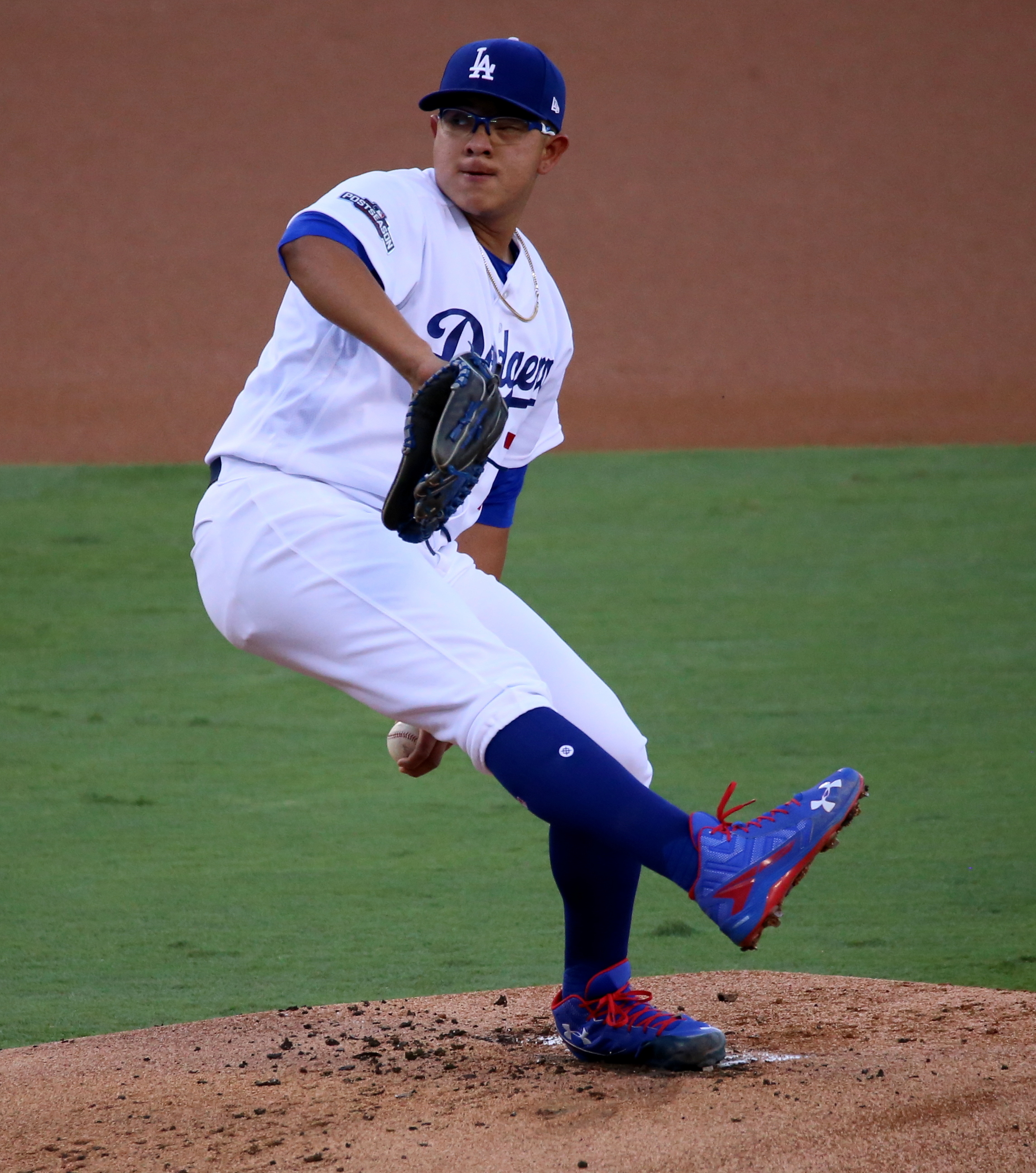
Urías nel 2016 ai Los Angeles Dodgers

Urías fece il suo debutto in Major League con i Los Angeles Dodgers il 27 maggio 2016, quando lanciò da partente al Citi Field contro i padroni di casa dei New York Mets: la sua partita durò meno di 3 inning, dato che egli fu sostituito dopo aver concesso 5 valide, 3 punti e 4 basi su ball. Nell'occasione divenne comunque il lanciatore partente più giovane della Major League dai tempi di Félix Hernández (2005), e il più giovane partente dei Dodgers dai tempi di Rex Barney (1943). Il successivo 28 giugno Urías conquistò la sua prima vittoria in MLB, concedendo 2 punti su 2 valide nell'arco di 6 inning sul campo dei Milwaukee Brewers. Chiuse la regular season con 18 apparizioni (di cui 15 da partente), 5 vittorie e 2 sconfitte, una media PGL di 3,39 ERA, 84 strikeout e 31 basi per ball. Con la vittoria ottenuta in gara 5 delle National League Division Series vinta al Nationals Park di Washington, divenne il lanciatore dei Dodgers più giovane a lanciare in una postseason, con i suoi 20 anni e 62 giorni. In gara 4 delle National League Championship Series persa contro i Chicago Cubs, divenne anche il più giovane lanciatore partente dei Dodgers in una postseason.
Nel 2017 lanciò in 5 partite tra aprile e maggio, ma complice un record di 0-2 e una media PGL di 5,40 fece ritorno nelle minors. Nel mese di giugno, mentre lanciava per gli Oklahoma City Dodgers in Triplo-A, si infortunò alla capsula articolare della spalla sinistra e fu costretto a un'operazione che gli fece chiudere in anticipo la stagione.
Il recupero dall'infortunio proseguì anche nel 2018, tanto che in MLB fece solo 3 brevi apparizioni nel mese di settembre, per un totale di 4 inning. Nell'arco della stagione disputò anche altre partite in Minor League.
Nei piani iniziali, Urías avrebbe dovuto iniziare la stagione 2019 da rilievo per limitare inizialmente il suo utilizzo, ma gli infortuni occorsi a Clayton Kershaw e Rich Hill lo portarono ad essere partente nelle prime partite ufficiali, salvo poi tornare ad iniziare dal bullpen come rilievo. Il 17 agosto 2019 venne sospeso dalla MLB per 20 partite (di cui 5 già scontate in precedenza) per via delle accuse di violenza domestica mosse contro di lui dopo un alterco nel parcheggio di un centro commerciale, imputazione che nel maggio precedente lo portò ad essere arrestato e rilasciato su cauzione. Terminò la regular season 2019 con 37 partite giocate (di cui 8 da partente), un record di 4-3, una media PGL di 2,49 e 85 strikeout. Venne utilizzato dal manager Dave Roberts in 3 gare sulle 5 disputate nelle National League Division Series, che la sua squadra perse contro i Washington Nationals.
In una regular season 2020 accorciata a causa della pandemia di COVID-19, tornò ad essere utilizzato prevalentemente da lanciatore partente: in 11 partite giocate, infatti, egli iniziò dal primo inning in 10 occasioni. Il suo bilancio personale in stagione regolare fu di 3 vittorie e 0 sconfitte, con una media PGL di 3,27. Nelle National League Division Series contro i San Diego Padres fu il vincitore di gara 3 che chiuse la serie. Nelle National League Championship Series contro gli Atlanta Braves ottenne due vittorie, rispettivamente in gara 3 e nella decisiva gara 7. In gara 4 (persa contro i Tampa Bay Rays) delle World Series 2020 fu il partente, e in 4,2 inning concesse 2 punti su 4 valide, mettendo a segno 9 strikeout. Nel corso di gara 6, quando alla sua squadra bastava una vittoria per essere campioni, salì sul monte di lancio durante il settimo inning, non concesse punti e ottenne infine la salvezza, sigillando il titolo che ai Dodgers mancava dal 1988.
Il 20 aprile 2021, nella vittoria sul campo dei Seattle Mariners, ritoccò il proprio career high di strikeout in una singola partita portandolo a 11. Durante la regular season 2021, il bilancio di Urías (che chiuse con una media PGL 2,96) fu di 20 vittorie e 3 sconfitte: l'ultimo lanciatore della National League ad ottenere un tale numero di vittorie stagionali era stato Max Scherzer cinque anni prima.

## Palmarès

### Club
- World Series: 1

Los Angeles Dodgers: 2020

### Individuale
- Capoclassifica in vittorie: 1

NL: 2021 (20)